# Port William, Skottland
Port William är en ort i Storbritannien.   Den ligger i kommunen Dumfries and Galloway och riksdelen Skottland, i den centrala delen av landet, 500 km nordväst om huvudstaden London. Port William ligger 11 meter över havet och antalet invånare är 466.
Terrängen runt Port William är platt. Havet är nära Port William åt sydväst.  Närmaste större samhälle är Wigtown, 15,0 km nordost om Port William. Trakten runt Port William består i huvudsak av gräsmarker.